# 民族区域自治
民族区域自治（みんぞくくいきじち）は、中華人民共和国が採用している「少数民族」の統治政策である。

## 民族識別工作
民族識別工作とは、中国の国民を構成する諸集団が、いかなる民族に帰属するかを法的に確定させる行政手続きである。清代から民国期にかけて伝統的に五族とされてきた民族の数は、この工作により、56にまで細分化された。1953年の調査では少数民族の数は400ほどであったが、政府による民族識別工作により統合を推進し、56の民族が公認された。漢族を除く55の「少数民族」は、民族ごとに、その集住地域が区域自治の領域として指定され、その地において、その民族に対し「民族の文字・言語を使用する権利」、「一定の財産の管理権」「一定規模の警察・民兵部隊の組織権」「区域内で通用する単行法令の制定権」などが認められる。

## 区域自治単位の種類

中華人民共和国における省級行政区の分布図。5つの自治区がある

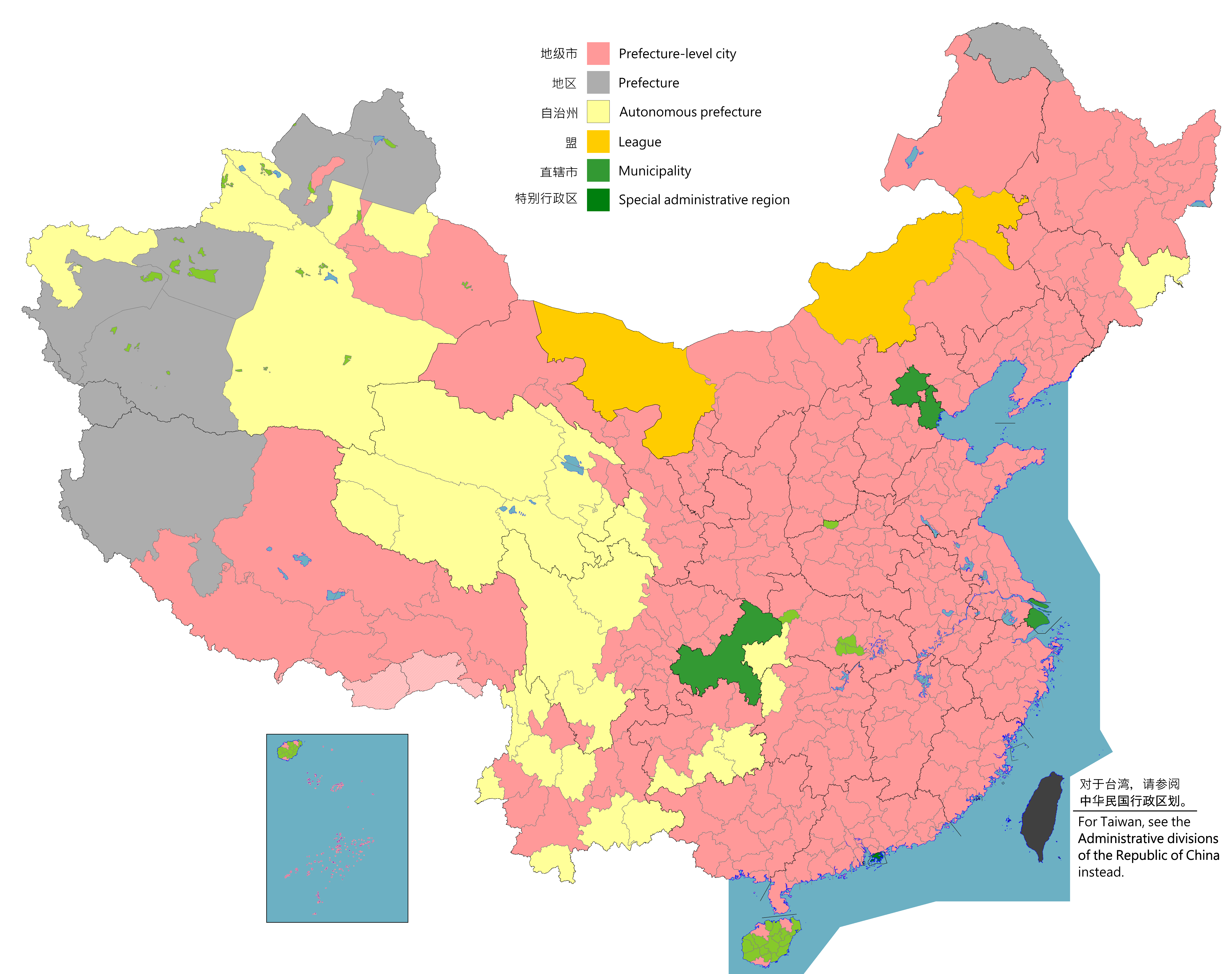
中華人民共和国における地級行政区の分布図。■は自治州

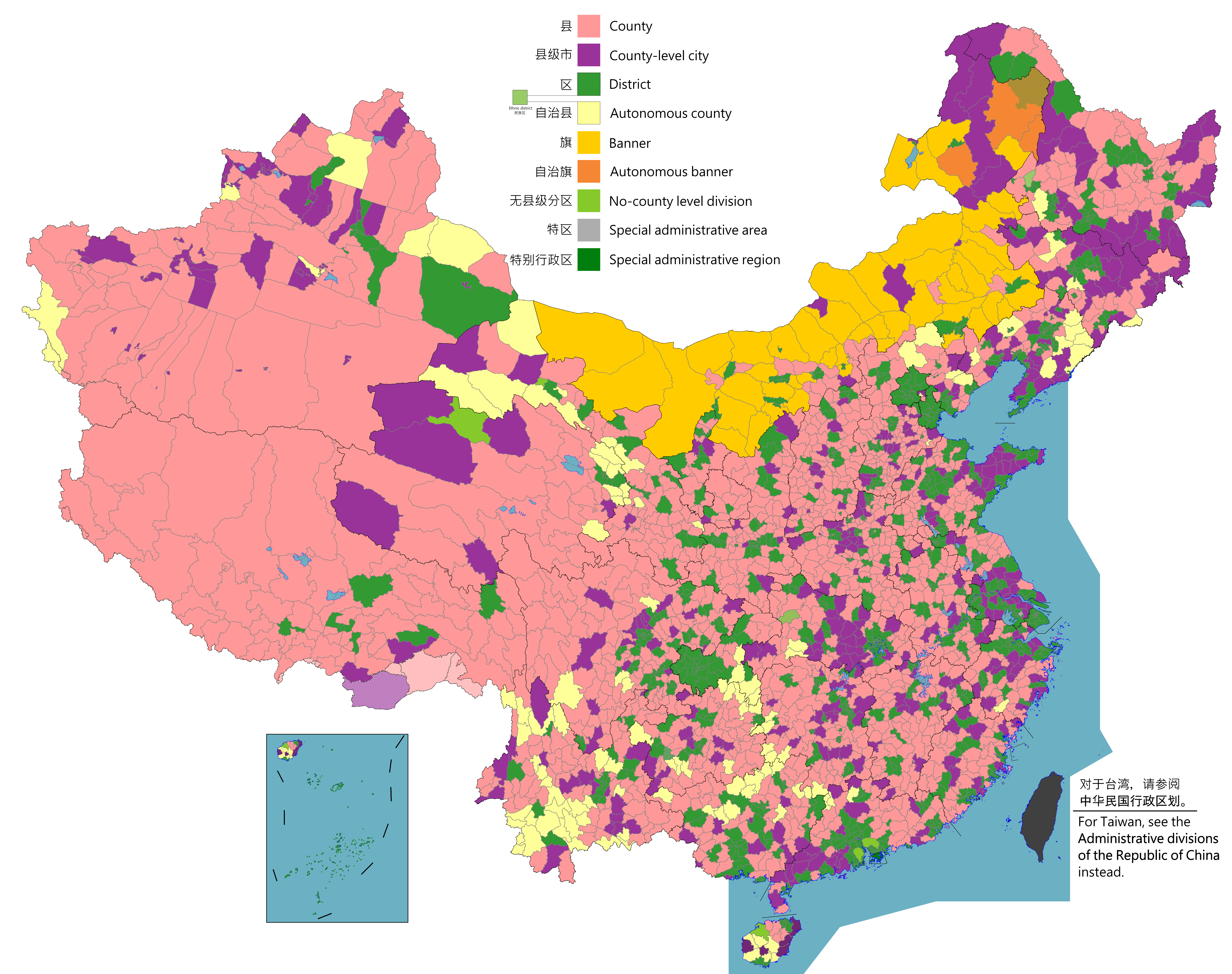
中華人民共和国における県級行政区の分布図。■は自治県

中華人民共和国の現行制度下では、第一級行政区画として省、自治区、直轄市が、その下に位置する地級（地区級）行政単位として、地区、地級市、アイマク（盟）、自治州が、さらにその下の県級の行政単位として県、県級市、旗（ホショー）が、さらにその下の行政単位として郷、ソムがある。
「民族区域自治」単位は、その規模の大小に応じて自治区、自治州、自治県、自治郷などがある。アイマク、旗、ソムは、清代に主としてモンゴル人に対して施行された盟旗制以来の呼称を踏襲した内モンゴルのみに見られる民族区域自治単位である。また、自治区内には、民族区域自治単位でありながら「○○族自治-」を冠しない地区や地級市、県が、自治区内の地区や自治州、地級市には民族区域自治単位でありながら「○○族自治-」を冠しない県が存在する。

### 自治区
自治区としては、内モンゴル自治区（内蒙古自治区）、広西チワン族自治区（広西壮族自治区）、チベット自治区（西蔵自治区）、新疆ウイグル自治区（新疆維吾爾自治区）、寧夏回族自治区が存在する。中華人民共和国の建国初期には、自治区という名称を有する民族自治行政単位が多数存在したが、それらの多くは小規模なもので、行政制度が整うにつれ、多くが自治州と改称した。現存する五つの自治区はすべて省級の行政単位である。

### 地級行政区
中華人民共和国の地区級の行政単位としては、地区、地級市、州、アイマク（盟）の四種がある。アイマクは清代以来モンゴル高原に設けられていた行政単位、州は1950年代半ば以降、地区級の民族区域自治行政単位のみに用いられた行政単位の呼称であるのに対し、地区、地級市は中国の全土に設けられている行政単位である。
- 地級市

省級の行政単位と県級の行政単位の中間にある地区級の行政単位の一種で、従来より各省、自治区の中核都市に設置されていたが、近年、各種の地区級行政単位の地級市への転換が大規模に推進されている。
- アイマク（盟）

アイマクは、清代にモンゴルを中心に施行された盟旗制に由来する行政単位の呼称で、盟はアイマクに対する中国語の呼称である。内モンゴルにおいては民国期、人民政府期を通じてこの呼称が使用され続け、現在に至っている。モンゴル国でも行政単位としてアイマクという呼称が用いられており、そのままアイマクと仮名書きされるほか、州や県などと和訳されることがある。中国の現行制度では、アイマクは地区、ホショーは県に相当し、20世紀末から21世紀初頭にかけ、盟の地級市への再編が進行している。
- 州

州は、数県を管轄する行政単位として、中国において古くから使用されてきた行政単位の呼称であるが、現行制度では、州と名のつく自治体は、すべて民族区域自治行政単位である自治州である。中華人民共和国の建国初期、中国人民政府の掌握地域の各地で「○○族自治区」として発足し、1950年代半ばに「○○族自治州」と改称されて現在に至るものが多い。各省と、自治区のうち、新疆ウイグル自治区に設置されている。
- 地区

地区は、元来は数県を管轄し、中国の全省、自治区内に設けられていたが、近年地級市への転換が進み、現在では黒竜江、貴州、甘粛、青海の各省の一部分と、チベット自治区内に残るのみとなった。

### 県級行政区
- ホショー（旗）

ホショー（旗）は、アイマクを構成する県級の自治体。清末の内蒙古で漢人の入植が進んだ地域に、漢人を管轄する行政機関として州、県が設置された伝統を受け継ぎ、漢人が多数分布する県級の自治体は県、モンゴル人が多数を占める県級の自治体は旗を名乗る傾向がある。
- 自治県

民族自治区域内に存在する諸県のうち、自治県の名称を冠するものとしては、以下のような種類がある。
- 自治旗

内モンゴルのうち、モンゴル人以外の少数民族が多い旗は自治旗を名乗る。
1. いずれかの省において、集住の領域が県規模の場合、自治主体民族の名を冠した自治県となる。
2. いずれかの民族自治州において、その州の自治主体民族とは別の民族の集住領域が県規模の場合、その民族の名を冠した民族自治県となる。

内蒙古自治区や西蔵自治区内の諸県、四川・青海・甘粛・雲南の各省内のチベット族自治州を構成する諸県で、チベット族が自治主体民族である諸県は、いずれも「○○族自治県」を名乗っていない。

### 郷級行政区
- 民族郷

第四層行政区画の郷・鎮に当たる規模で、民族自治を行なう地域が民族郷である。自治県同様、主体民族の名を冠した呼称となる。
- 民族ソム

内モンゴル自治区では民族郷を民族ソムと呼ぶ。